# Xylonaeus tuberculifrons
Xylonaeus tuberculifrons är en skalbaggsart som först beskrevs av Sylvain Auguste de Marseul 1856.  Xylonaeus tuberculifrons ingår i släktet Xylonaeus och familjen stumpbaggar. Inga underarter finns listade i Catalogue of Life.